# Escola Militar d'Intervenció
L'Escola Militar d'Intervenció (EMI) és una acadèmia militar espanyola que no està adscrita a cap branca, sinó que pertany al denominat "Cos Comú" de les Forces Armades.
Aquesta escola va ser creada el 13 d'abril de 1985 en virtut de la Llei 9/1985, d'unificació dels Cossos d'Intervenció Militar, d'Intervenció de l'Armada i d'Intervenció de l'Aire. Va assumir la instrucció dels interventors militars espanyols en produir-se la unificació dels cossos d'intervenció de l'Exèrcit de Terra, de l'Armada i del Exèrcit de l'Aire i de l'Espai. Des de l'any 2015 està integrada en l'Acadèmia Central de la Defensa.
L'EMI és responsable de la formació i perfeccionament que permeten al personal del Cos Militar d'Intervenció de la Defensa el desenvolupament de les funcions que té legalment atribuïdes per la Llei 39/2007, de 19 de novembre, de la Carrera Militar. Entre aquestes funcions destaquen el control de la gestió economico-financera, l'exercici de la notaria militar i l'assessorament econòmic-fiscal en el si de les Forces Armades d'Espanya. Aquest centre també està obert a altres components de les Forces Armades i de la Guàrdia Civil.
L'Escola Militar d'Intervenció depèn de la Direcció general de Reclutament i Ensenyament Militar del Ministeri de Defensa.